# 詹盧卡·帕柳卡
詹盧卡·帕柳卡（Gianluca Pagliuca，1966年12月18日－），已退役意大利足球運動員，司職守門員。

## 生平

### 俱樂部
帕柳卡是於博洛尼亞青年隊開始其職業生涯。於1985年，轉會至森多利亞，在短時間內成為主力，取得一個意甲冠軍、一個歐洲足協盃冠軍、一個意大利超級盃和三個意大利盃，瞬間成為意甲最有潛力的門將之一。
1994年后，帕柳卡以當時的門將轉會費記錄，轉到意甲班霸國際米蘭。雖然並未如在森多利亞般取得意甲冠軍，但穩定的表現，令他重返國家隊出戰1998年法國世界盃。
1999-00年賽季，隨著國際米蘭簽下佩雷斯，柏魯加返回母會博洛尼亞。重返母會的他，表現仍如以往般穩定。2004-05年球季，博洛尼亞護級失敗，他跟隨了球會降至乙組比賽，並放棄了跟馬甸尼競逐意甲最高上陣記錄及打破索夫的意甲門將上陣記錄。
一個球季之後，他離開了球隊，並加盟了小型球会阿斯科利隊，以40歲之齡返回意甲比賽。在阿斯科利，他終於打破了索夫所保持的記錄，成為意甲上陣最多的門將，並於球季結束後退役。

### 國家隊
因為在意甲表現出色，帕柳卡被招至國家隊，參加1990年世界盃，作為第三門將，一次也沒上陣。
1994年世界盃期間，帕柳卡終於成為正選門將。於第二場分組賽對挪威，意大利於對方一次長傳下，越位戰術失敗，帕柳卡只好於禁區外犯手球，成為了世界盃歷史上第一位被逐的門將。停賽兩場後，於8強比賽復出，表現仍然穩固。最後於決賽對陣巴西時，近距離撲出羅馬里奧的攻門，使最後法定時間內賽和0:0，以十二碼決勝負。在十二碼過程中，帕柳卡雖然撲出了對方一個點球，但由於多名主力如巴治奧分別不中，意大利屈居亞軍。
1996年欧洲國家盃，帕柳卡未被徵召。其後重返國家隊時，只能屈居在佩魯齊之後。1998年世界盃，由於佩魯齊受傷，帕柳卡再一次成為正選，最終在8強以點球敗給當屆冠軍法國隊。